# Sexart
Sexart — американський хард-рок ню-метал гурт, сформований в кінці 80-х. Група найбільш відома тим, що в ній співав  Джонатан Девіс  до того, як його почули гітаристи  Korn  під час виступу Sexart в одному з барів Бейкерсфілда. Девід Де Ру грав на бас-гітарі, Рей «Чака» Соліс і Райан Шак на гітарах, а Денис Шинн грав на ударних. Ті Елам приєднався до групи, щоб виконати додаткову вокальну партію на «Inside», єдиному випущеному треку Sexart, який пізніше увійшов до місцевого збірник Cultivation '92. Після відходу Джонатана Девіса на початку 1993, група возз'єдналася в жовтні 1993 з новим вокалістом Брайаном Армер з Brother From Another Mother. Група знову розпалася в лютому 1994 через конфлікт всередині колективу. Після переїзду в  Хантінгтон Біч  в 1996 група знову була відновлена під назвою Supermodel з новим вокалістом, колишнім учасником L.A.P.D., Річардом Моррілом. Після чергового возз'єднання Sexart недовго проіснувала через численні розбіжності всередині групи. Хоча Sexart в 89 році записували пісні в такому ж стилі, в якому потім грали Korn, творцями жанру ню-метал часто називають все ж Korn.

## Після Sexart
Елам сформував групу Videodrone, яка підписала контракт з лейблом Elementree Records, що належить Korn. Брайан Армер в 1995 сформував готік-метал-групу Glass Cut Eternity. Шак, також піднявши старі зв'язки, приєднався до групи Orgy, підписала контракт з D1 Music. Рей Соліс і Девід Де Ру, разом з колишнім вокалістом LAPD Річардом Моррель, сформували групу Supermodel і грали разом, поки внутрішній конфлікт не став причиною розриву. У 1996 Де Ру і Соліс повернулися в Бейкерсфілд і возз'єдналися з Брайаном Армер в групі Juice. Juice розпалися в 1999 через творчі розбіжності. Девід Де Ру, разом зі своїм колегою по Juice Тімом Флакі, приєднався до Марку Чавез (зведеному брату Джонатана Девіса) в Adema.
Гітарист Sexart Райан Шак намагався судитися з Джонатаном Девісом, коли в однойменний альбом Korn увійшла пісня «Blind». Ні Шак, ні барабанщик Денніс Шинн були згадані в буклеті, попри їх участь у створенні пісні. Частини пісні, написані Де Ру і Солісом не ввійшли у версію пісні, що вийшла на альбомі Korn.
| Валторна | Це незавершена стаття про музичний колектив. Ви можете допомогти проєкту, виправивши або дописавши її. |